# واسابي ميزوتا
واسابي ميزوتا (باليابانية: 水田わさび) هي ممثلة يابانية، ولدت في 4 أغسطس 1974 في اليابان.

## وصلات خارجية
- واسابي ميزوتا على موقع IMDb (الإنجليزية)
- واسابي ميزوتا على موقع ميوزك برينز (الإنجليزية)
- واسابي ميزوتا على موقع قاعدة بيانات الفيلم (الإنجليزية)
- واسابي ميزوتا على موقع ANN person (الإنجليزية)